# Trimenia
Trimenia är ett släkte av växter i familjen Trimeniaceae.